# Cheilotrichia (Empeda) unidentata
Cheilotrichia (Empeda) unidentata is een tweevleugelige uit de familie steltmuggen (Limoniidae). De soort komt voor in het Neotropisch gebied.